# Saltstraumen

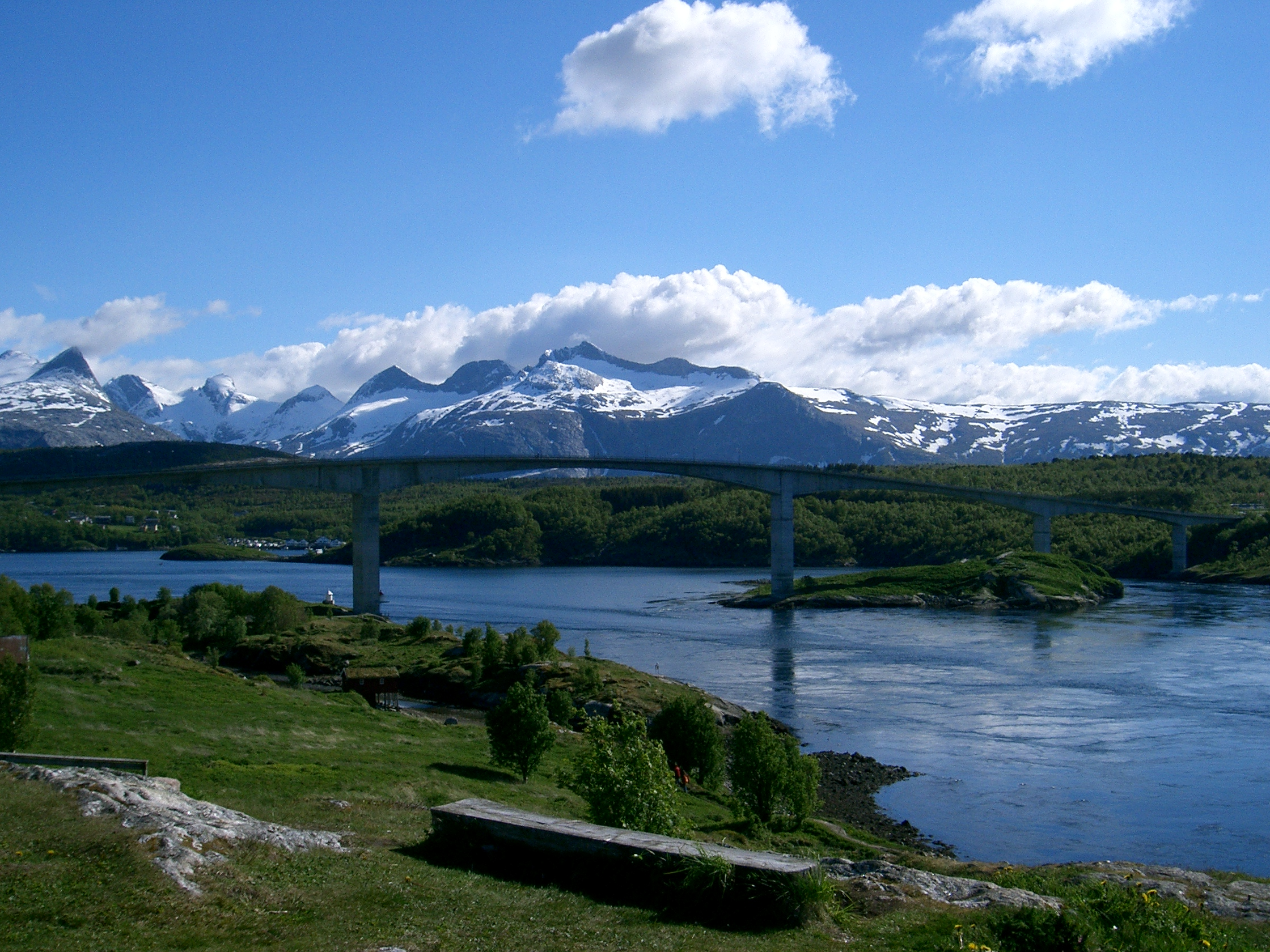
Saltstraumen met gebergte Børvasstindene op de achtergrond

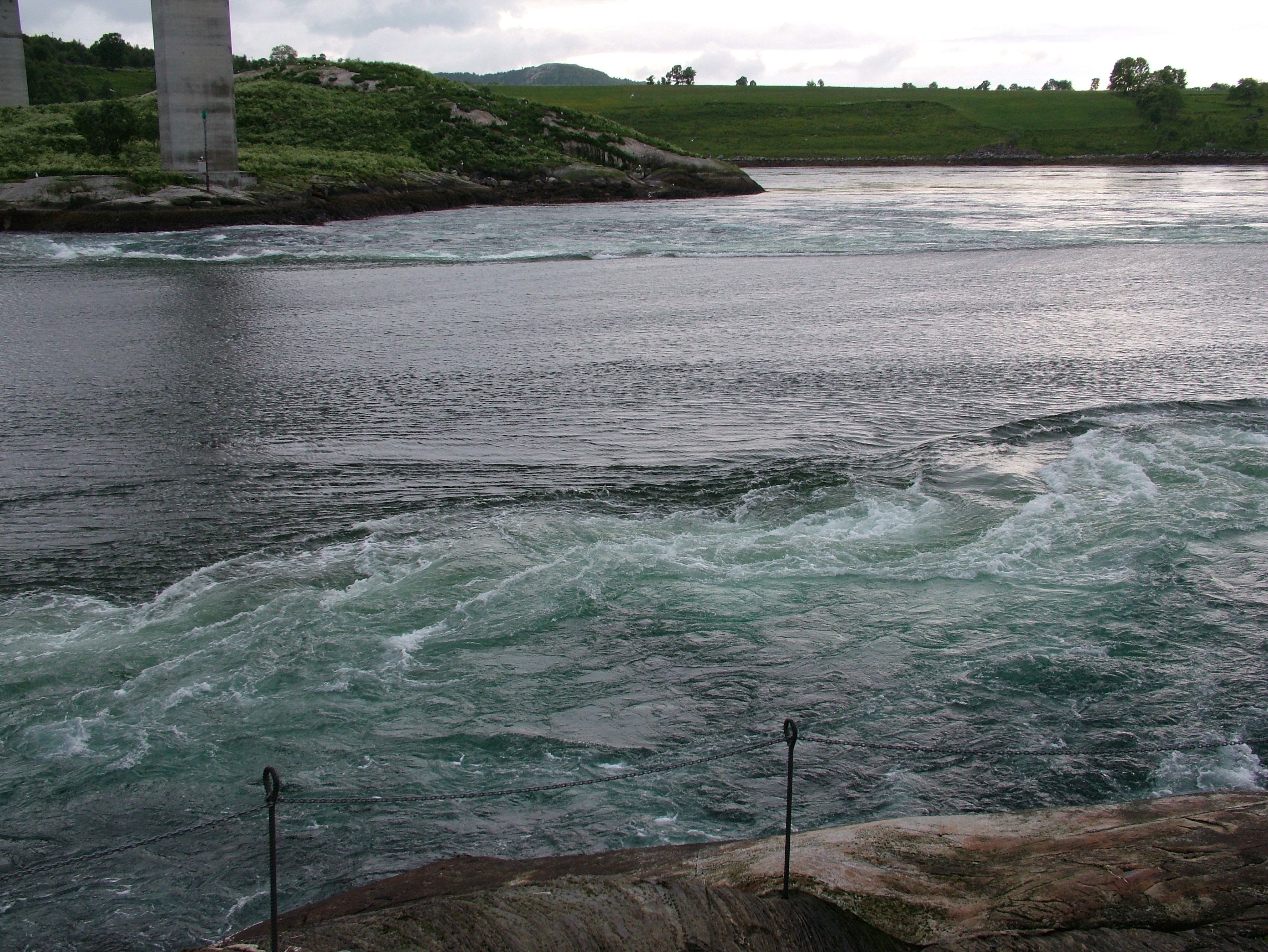
Saltstraumen

Saltstraumen ("De Zoutstroom") is een sterke getijstroom en maalstroom in de provincie Nordland in het noorden van Noorwegen.
Hij ligt circa 10 km ten zuidoosten van de stad Bodø. Het smalle kanaal verbindt de Saltfjord met de Skjerstadfjord. Het is de sterkste getijstroom in de wereld. Tot 400 miljoen m³ (ton) zeewater passeert elke zes uur door een 3 kilometer lange en 150 meter brede zeestraat. De gemiddelde snelheid ligt rond de 7 knopen (ongeveer 13 km/h), met uitschieters tot 20 knopen (ongeveer 37 km/h) bij voornamelijk nieuwe en volle maan. Waar de stroming op zijn sterkst is, kunnen draaikolken van 10 m in diameter en 5 m diep ontstaan.
De toeristische nationale weg Riksvei 17 komt langs Saltstraumen.